# Castillo de Löberöd
El castillo de Löberöd (en sueco: Löberöds slott) es una propiedad y una mansión en el municipio de Eslöv en  Escania, Suecia.

## Historia
El edificio principal fue construido en 1798-1799 por el barón Hans Ramel (1724-1799). Tras la muerte de Ramel su hija, la condesa Amalia Sparre (1753-1830), vendió la finca a su hija Christina Sparre af Söfdeborg y a su marido, el teniente general y diplomático Jacob De la Gardie (1768-1842).